# Mathieu Missoffe
Mathieu Missoffe est un scénariste français.
Il se fait connaître grâce à sa création des séries télévisées, telles que Seconde Chance (2008), Zone blanche (2017) et Syndrome E (2022).

## Carrière
Mathieu Missoffe était directeur littéraire.
En 2006, il se lance dans la carrière du scénariste. Il crée sa première série télévisée Seconde Chance, avec Nathalie Abdelnour, Elsa Marpeau et Elodie Namer, pour la chaîne TF1.
En 2011, en compagnie d'Elsa Marpeau, il écrit, pour France 2, le téléfilm historique Mystère au Moulin Rouge de Stéphane Kappes, premier épisode de la collection Mystère à Paris. En 2015, il en poursuit deux autres Mystère à la Tour Eiffel et Mystère à l'Opéra de Léa Fazer.
En 2016, il crée la série Zone blanche pour France 2.
En octobre 2020, on apprend qu'il a adapté le roman Le Syndrome E de Franck Thilliez pour en faire la série Syndrome E, dont il est créateur, produite par Escazal Films, et diffusée en septembre 2022 sur TF1.

## Filmographie

### Télévision

#### Téléfilms
- 2011 : Mystère au Moulin Rouge de Stéphane Kappes
- 2016 : Mystère à la Tour Eiffel de Léa Fazer
- 2016 : Mystère à l'Opéra de Léa Fazer
- 2021 : Loin de chez moi de Frédéric Forestier

#### Séries télévisées
- 2008-2009 : Seconde Chance (180 épisodes)
- 2009 : Le juge est une femme (saison 8, épisode 1 : Ressources inhumaines))
- 2009-2014 : Profilage (28 épisodes)
- 2011 : Doc Martin (saison 1, épisode 3 : Amour de jeunesse))
- 2011 : Interpol (2 épisodes)
- 2014 : Engrenages (2 épisodes)
- 2017-2019 : Zone blanche (16 épisodes)
- 2019 : Criminal: France (2 épisodes)
- 2022 : Syndrome E (6 épisodes)